# Stenhomalus eggeri
Stenhomalus eggeri är en skalbaggsart som beskrevs av Karl Adlbauer 2004. Stenhomalus eggeri ingår i släktet Stenhomalus och familjen långhorningar. Inga underarter finns listade i Catalogue of Life.